# Luise Oevermann
Luise Oevermann (* 1988 in Iserlohn) ist eine deutsche Schauspielerin in Film, Fernsehen, und Theater, Moderatorin und Synchronsprecherin.

## Leben und Karriere
Luise Oevermann wurde 1988 in Iserlohn geboren.
Sie schloss das Schauspielstudium 2015 an der Schule für Schauspiel Hamburg erfolgreich ab und schloss ihr Sportstudium auf Lehramt mit dem Bachelor Abschuss ab. Sie lebt derzeit (Stand 10. Oktober 2024) in Hamburg und erwarb die B-Lizenz zur Fitnesstrainerin.

## Filmografie (Auswahl)
- 2012: Neulich bei mir im Wohnzimmer (Kurzfilm)
- 2014: Tage ohne Frieden (Kurzfilm)
- 2014: In aller Freundschaft (Fernsehserie)
- 2016: zu Spät (Kurzfilm)
- 2018: Unter uns (Fernsehserie)
- 2019: Bühnentaucher (Kurzfilm)
- 2019: IDATEN (japanische Fernsehreihe)
- 2020: Mordverdacht (Fernsehfilm)
- 2020: Großstadtrevier (Fernsehserie)
- 2020: Der Dänemark-Krimi: Rauhnächte (Fernsehreihe)
- 2020: Blossooms (Kurzfilm)
- 2022: Waste Watchers (Kurzfilm)

## Theater (Auswahl)
- 2012: Alice im Wunderland (Studiobühne SfSH)
- 2013: Der goldene Schlüssel (Studiobühne SfSH)
- 2014: Bunbury – Ernst ist das Leben (Studiobühne SfSH)
- 2014: Bernarda Albers Haus (Studiobühne SfSH)
- 2015: Vorher/Nachher (Studiobühne SfSH)
- 2015: Urfaust (Studiobühne SfSH)
- 2018: Die Nacht singt ihre Lieder (Studiobühne SfSH)
- 2022: Dinner for One (MS HAMBURG (Gastkünstler))
- 2022–2023: Loriot (MS HAMBURG (Gastkünstler))

## Sprechrollen (Voice Over)
- 2016: Schottland. Von Edinburgh bis zum Ende der Welt (Sprecher, Erzähler)
- 2017: Entstehung eines Rätselheftes (Sprecher, Erzähler)
- 2018: The Bold Type (Synchronisation)
- 2018: Sobibor (Synchronisation)
- 2020: Europe (Sprecher, Erzähler)

## Musikvideo
- 2016: Samy Deluxe – Mimimi
- 2017: Cancun – Yeek-live